# Piñeros de Isla
Los Piñeros de Isla fue un equipo de béisbol que participó en la Liga Invernal Veracruzana con sede en Isla, Veracruz, México.

## Historia

### Inicios
Los Piñeros de Isla debutarán en el 2010 en la LIV. 

## Jugadores

### Roster actual
Por definir.